# Willenscharen
Willenscharen (niederdeutsch: Willenschoren) ist eine Gemeinde im Kreis Steinburg in Schleswig-Holstein.

## Geografie und Verkehr
Willenscharen liegt 14 km südwestlich von Neumünster und 8 km nordöstlich von Kellinghusen am Rand des Naturparks Aukrug. Die Stör fließt durch die Gemeinde. Eine sächsische Ringwallburg aus dem 9. bis 10. Jahrhundert liegt am Westufer der Stör neben der Straßenbrücke der L 121, die von Nortorf nach Hohenlockstedt führt.
Etwa 5 km nördlich von Willenscharen verläuft die Bundesstraße 430 von Itzehoe nach Neumünster, etwa 8 km südlich die Bundesstraße 206 von Itzehoe nach Bad Bramstedt. Östlich von Willenscharen verläuft die Bahnlinie von Elmshorn nach Neumünster.

## Geschichte
Auf dem Gebiet der Gemeinde Willenscharen wurde von den Sachsen im 9. und 10. Jh. der Wallberg Willenscharen errichtet. Willenscharen wurde historisch auch Wildenscharen und Wildescaren genannt. Der Ritter Otto von Barmstede (1209–1269/70) besaß hier ein Schloss, zu dessen Übergabe ihn 1259 die Hamburger nach einer Belagerung nötigten.

## Politik

### Gemeindevertretung
Bei der Kommunalwahl am 14. Mai 2023 wurden insgesamt sieben Sitze vergeben. Diese fielen erneut alle an die Kommunale Wählervereinigung Willenscharen. Die Wahlbeteiligung betrug 70,3 %.

### Wappen

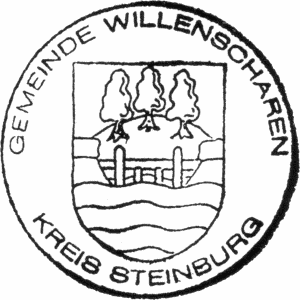
Siegel der Gemeinde Willenscharen

Das „Wappen“ der Gemeinde ist heraldisch nicht beschreibbar und somit kein Wappen im eigentlichen Sinne, sondern den Bildsiegeln zuzuordnen. Es wurde nach dem Zweiten Weltkrieg in Ermangelung von Dienstsiegeln, die frei von nationalsozialistischen und kaiserlichen Symbolen sind, von der Gemeinde gewählt und wird heute noch verwendet (siehe Von der britischen Militärregierung genehmigte Wappen in Schleswig-Holstein).
Das Bildsiegel von Willenscharen zeigt die Bindung der Bewohner an die engere Heimat durch die Andeutung der Naturlandschaft in Gestalt des Flusses und des traditionsreichen Flussübergangs, der Störbrücke, sowie der Verweis auf ein historisches Denkmal, den Wallberg, eine alte Flucht- und Zwingburg direkt an der Stör. Diese wurde vom Landesamt für Denkmalpflege als Kulturdenkmal ausgewiesen, ihr Ringwall ist noch relativ gut erhalten.

## Persönlichkeiten
Der CDU-Politiker Heinz-Wilhelm ‚Hajo‘ Fölster († 2012 in Aukrug) wurde 1925 in Willenscharen geboren. Er war von 1967 bis 1987 Mitglied des Landtags von Schleswig-Holstein.

## Bilder

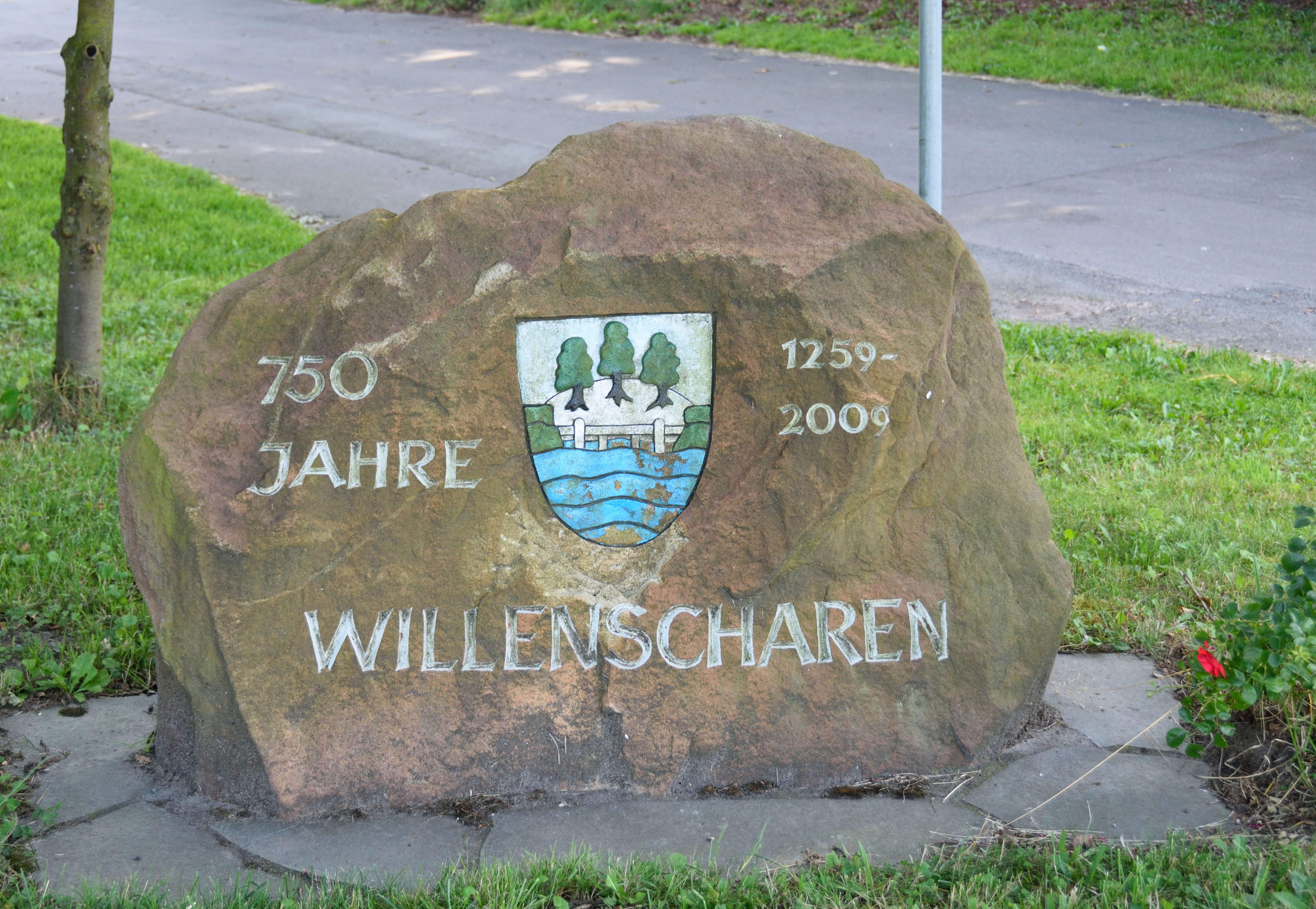
Gedenkstein
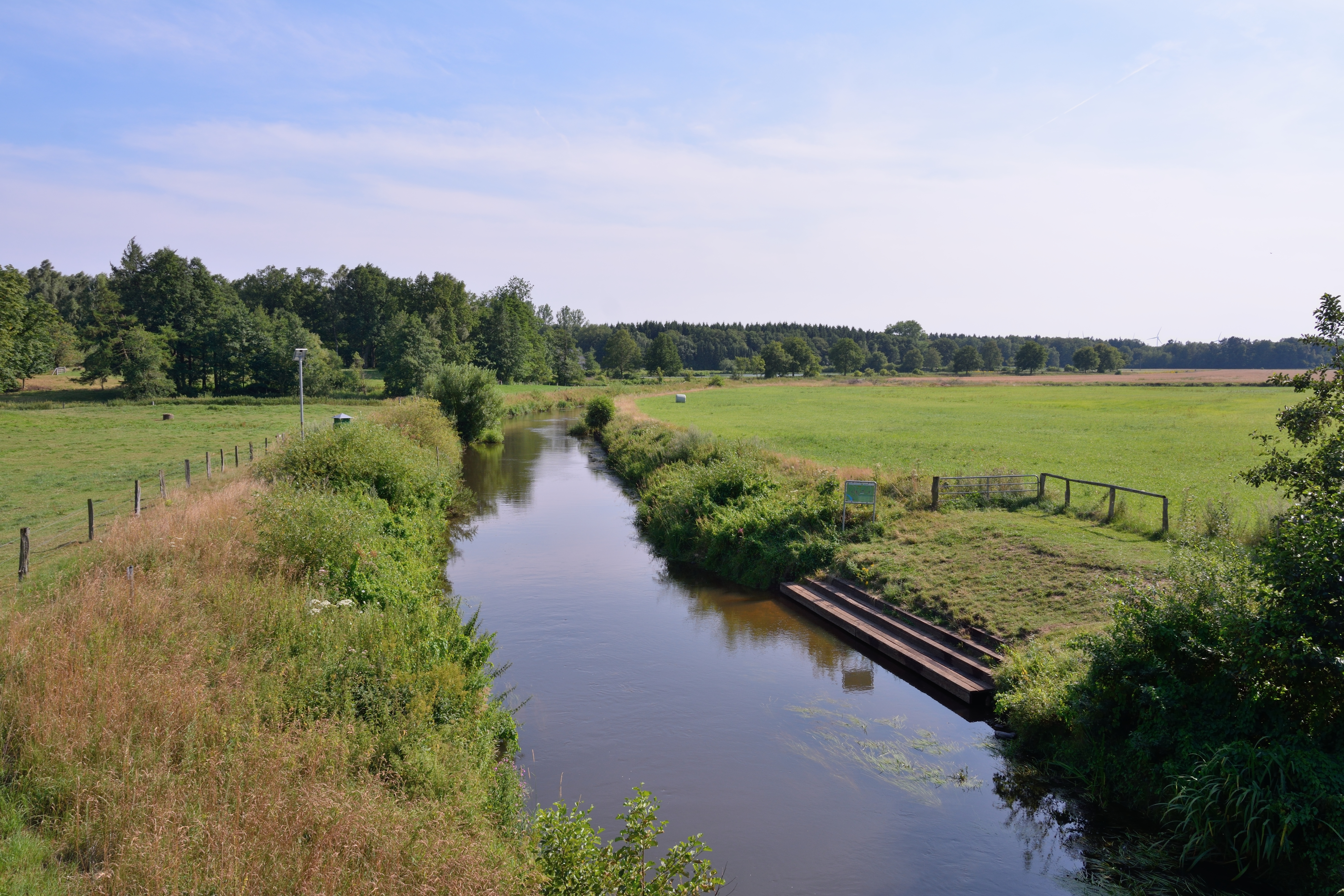
Anlegestelle für Kanuten an der Stör
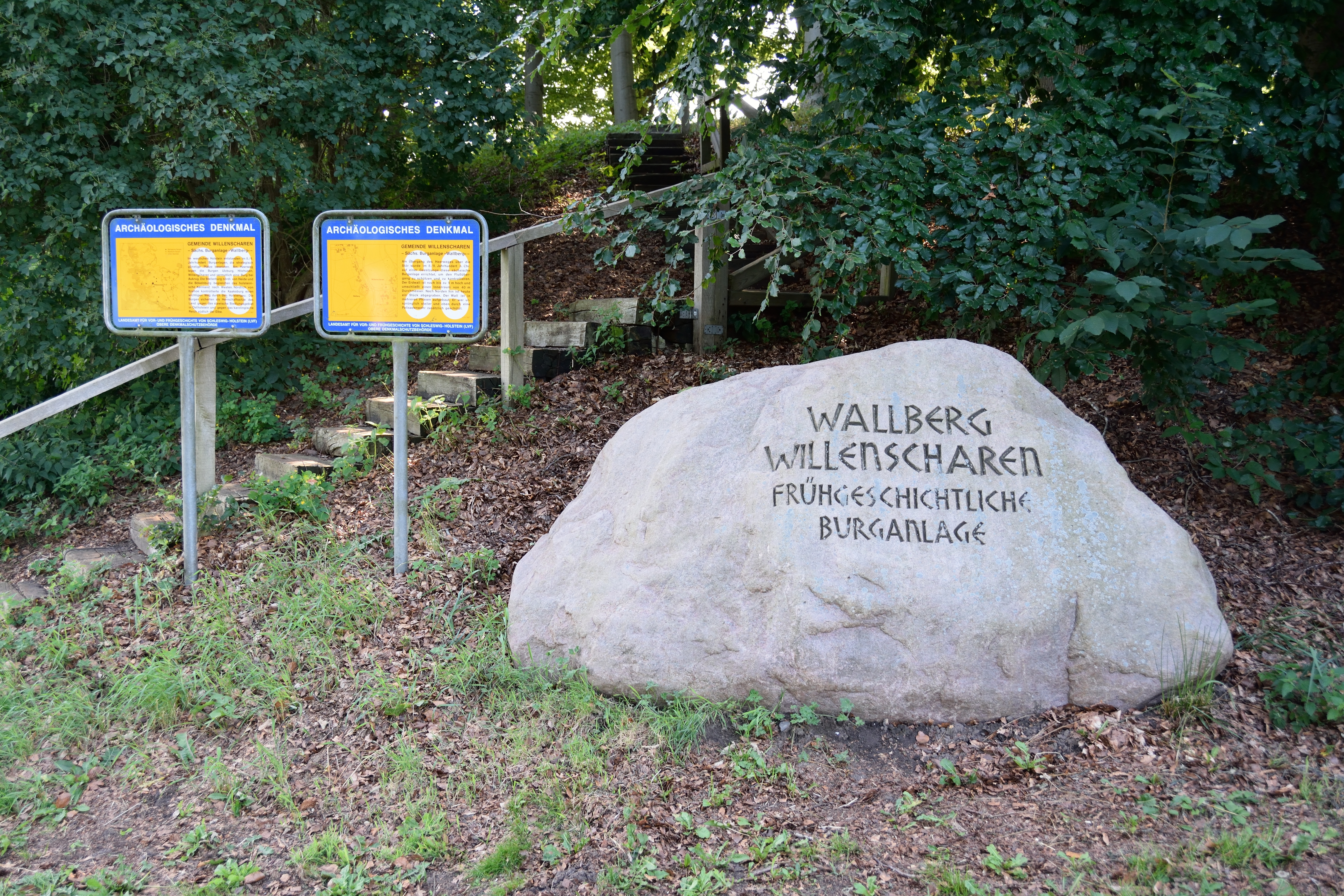
Aufgang zum Wallberg
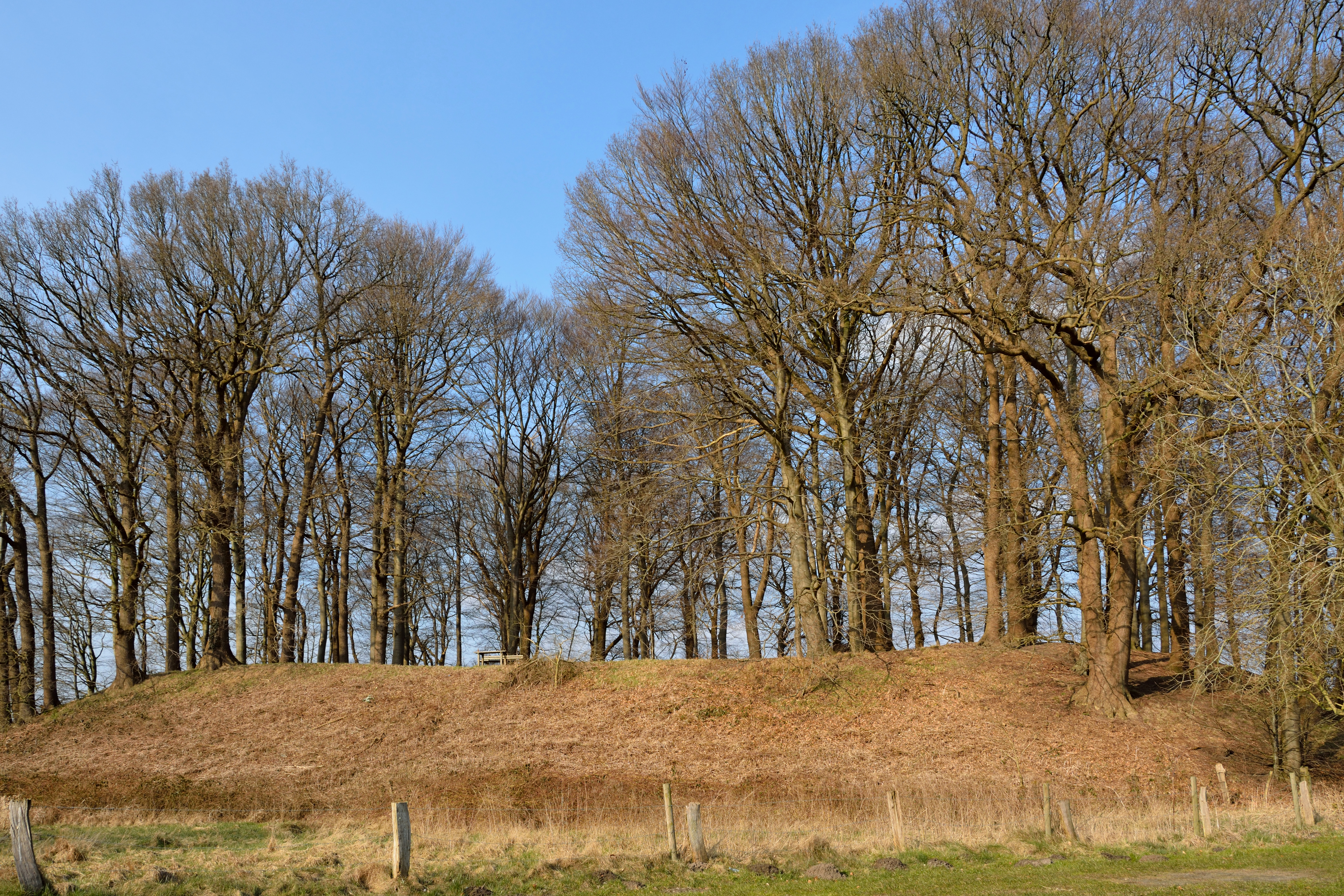
Der Wallberg im März 2016